# Lecane segersi
Lecane segersi är en hjuldjursart som beskrevs av Sanoamuang 1996. Lecane segersi ingår i släktet Lecane och familjen Lecanidae. Inga underarter finns listade i Catalogue of Life.